# Brachycrotaphus nigericus
Brachycrotaphus nigericus är en insektsart som beskrevs av Lucien Chopard 1947. Brachycrotaphus nigericus ingår i släktet Brachycrotaphus och familjen gräshoppor. Inga underarter finns listade i Catalogue of Life.